# Консервация древесины

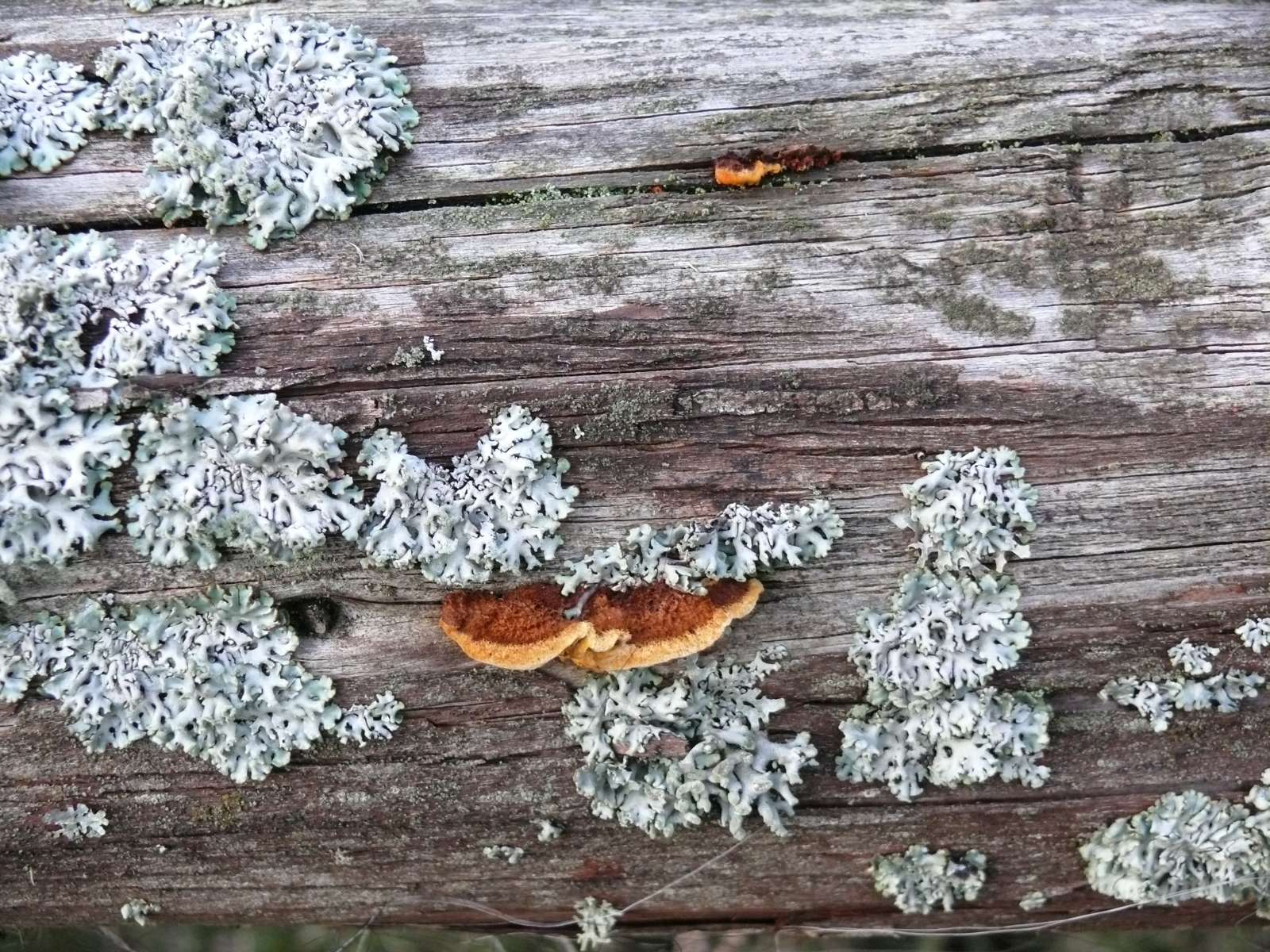
Старая древесина, поросшая грибами и лишайниками.

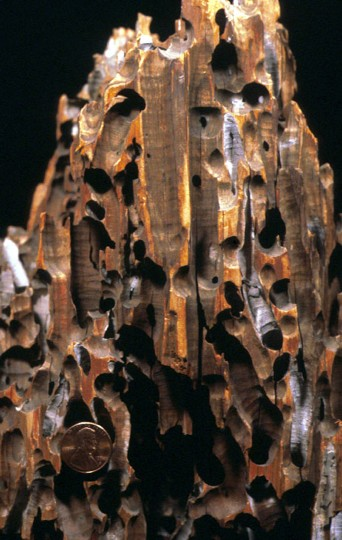
Состояние пристани; работа корабельных червей.

Консервация древесины — способ уменьшения риска повреждения в результате действия природных и биологических факторов строительных конструкций и мебели, изготовленных из дерева.

## Классификация
Все современные способы защиты древесины от гниения можно разделить на две группы: конструкционные и физико-химические.
Конструкционные методы — приёмы, использующиеся при строительстве деревянных зданий. Цель этих приёмов — защита древесины от длительного намокания. Такие методы, однако, в ряде случаев неприменимы (например, заборы из дерева, шпалы в железнодорожном пути).

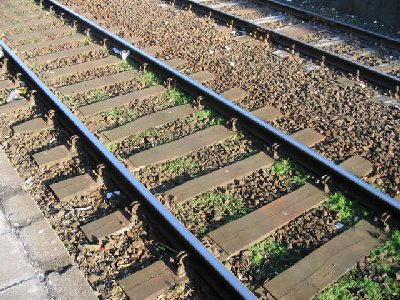
Шпалы перед укладкой в железнодорожный путь пропитывают креозотом

Физико-химическая защита уменьшает риск возгорания или биологического поражения (загнивание, грибок, плесень, атаки насекомых).
Одним из наиболее эффективных, но при этом чрезвычайно опасным для здоровья людей и экологии в целом является консервация древесины диоксинами.
Широко распространены такие способы консервации, как пропитка растворами солей, пропитка креозотом, окрашивание, покрытие битумными мастиками.

## История
По некоторым предположениям, обработка древесины с целью её защиты используется человеком почти столько же времени, сколько и сама древесина.. Существуют записи в хрониках о пропитке во времена Александра Македонского деревянных конструкций моста в оливковом масле.